# Shpat Kasapi
Shpat Kasapi (makedonska: Шпат Касапи, Sjpat Kasapi eller Špat Kasapi), född 1 maj 1985 i Tetovo, SFR Jugoslavien, är en albansk sångare från Nordmakedonien.

## Karriär
Kasapi har deltagit i flera musiktävlingar i både Albanien och Makedonien. År 2002 deltog han i Këngët e Stinës i Tirana, som han vann. Vid Nota Fest 2003 vann han "publikens pris". Kasapi har även vid flera tillfällen ställt upp i musiktävlingen Kënga Magjike. Vid tävlingens upplaga år 2004 vann han pris för tävlingens bästa hit, och året därpå erhöll han publikens pris i samma tävling. År 2008 ställde han upp i Festivali i Këngës för att få tävla för Albanien vid Eurovision Song Contest 2009 som gick av stapeln i Moskva. Kasapi deltog med låten "Aromë mediteranë" och slutade på en nittonde plats av tjugo deltagande. Vann gjorde Kejsi Tola, som fick representera Albanien vid Eurovision Song Contest med låten "Carry Me in Your Dreams".

## Privatliv
Shpat Kasapi var tidigare förlovad med den albanska sångerskan och fotomodellen Afërdita Dreshaj men de separerade under sommaren 2013.

## Diskografi

### Album
- 2003 – Axhamiu
- 2004 – Do të vijë një ditë
- 2005 – Pa ty s'jetoj
- 2006 – Kush të ndau prej meje
- 2007 – S'e pranon
- 2008 – Sillu pshtillu
- 2008 – Best of Shpat Kasapi
- 2009 – Live
- 2009 – Gajdexhiu
- 2010 – Medikament
- 2011 – Sa më lëndoj
- 2012 – Bukurane